# Amàlia de Isaura
Amàlia de Isaura Pérez (Madrid, 1887 o 1894 - Madrid, 22 de desembre de 1971) fou una cantant cupletista i actriu de teatre i de cinema espanyola.

## Biografia
Fou filla del músic Arturo de Isaura Pont (1861-1928), pianista i director de companyies de sarsuela, i de la soprano còmica Carmen Pérez García. Va debutar l'any 1906 amb una obra dels germans Quintero. Va treballar en diferents companyies, incloent-hi les de Miguel de Molina, la de Concha Piquer i la d'Hurtado de Córdoba.

## Filmografia seleccionada
- La pura verdad (1931)
- Verbena (1941)[3]
- Acompáñame (1966)[3]
- Amor en el aire (1967)
- Pepa Doncel (1969)